# Brouzet-lès-Quissac
Brouzet-lès-Quissac är en kommun i departementet Gard i regionen Occitanien i södra Frankrike. Kommunen ligger i kantonen Quissac som tillhör arrondissementet Le Vigan. År 2022 hade Brouzet-lès-Quissac 299 invånare.

## Befolkningsutveckling
Antalet invånare i kommunen Brouzet-lès-Quissac
Referens:INSEE